# Making Friends
Making Friends es el cuarto álbum de larga duración de la banda de punk rock No Use for a Name, y lanzado en 1997. Este incluye una pista oculta en la última canción que es una versión del grupo Kiss. Al final de la canción, empiezan a tocar la canción "Soulmate", pero esta se interrumpe por Tony Sly. 
"Fields of Athenry" es una vieja balada irlandesa que aparece en canciones de otras bandas como Dropkick Murphys o The Dubliners.

## Listado de canciones
1. "The Answer Is Still No" – 2:33
2. "Invincible" – 2:22
3. "Growing Down" – 2:02
4. "On the Outside" – 2:51
5. "A Postcard Would Be Nice" – 2:01
6. "Secret" – 3:24
7. "Best Regards" – 1:50
8. "Revenge" – 1:52
9. "Sidewalk" – 2:17
10. "3 Month Weekend" – 1:17
11. "Sitting Duck" – 1:21
12. "Fields of Athenry" – 11:40

## Formación
- Tony Sly - voz y guitarra
- Chris Shiflett - guitarra
- Matt Riddle - bajo
- Rory Koff - batería